# La Motte-Saint-Jean
La Motte-Saint-Jean is een gemeente in het Franse departement Saône-et-Loire (regio Bourgogne-Franche-Comté). De plaats maakt deel uit van het arrondissement Charolles.
La Motte-Saint-Jean telde op 1 januari 2022 1.186 inwoners.

## Geografie
De oppervlakte van La Motte-Saint-Jean bedroeg op 1 januari 2022 21,32 vierkante kilometer; de bevolkingsdichtheid was toen 55,6 inwoners per km².

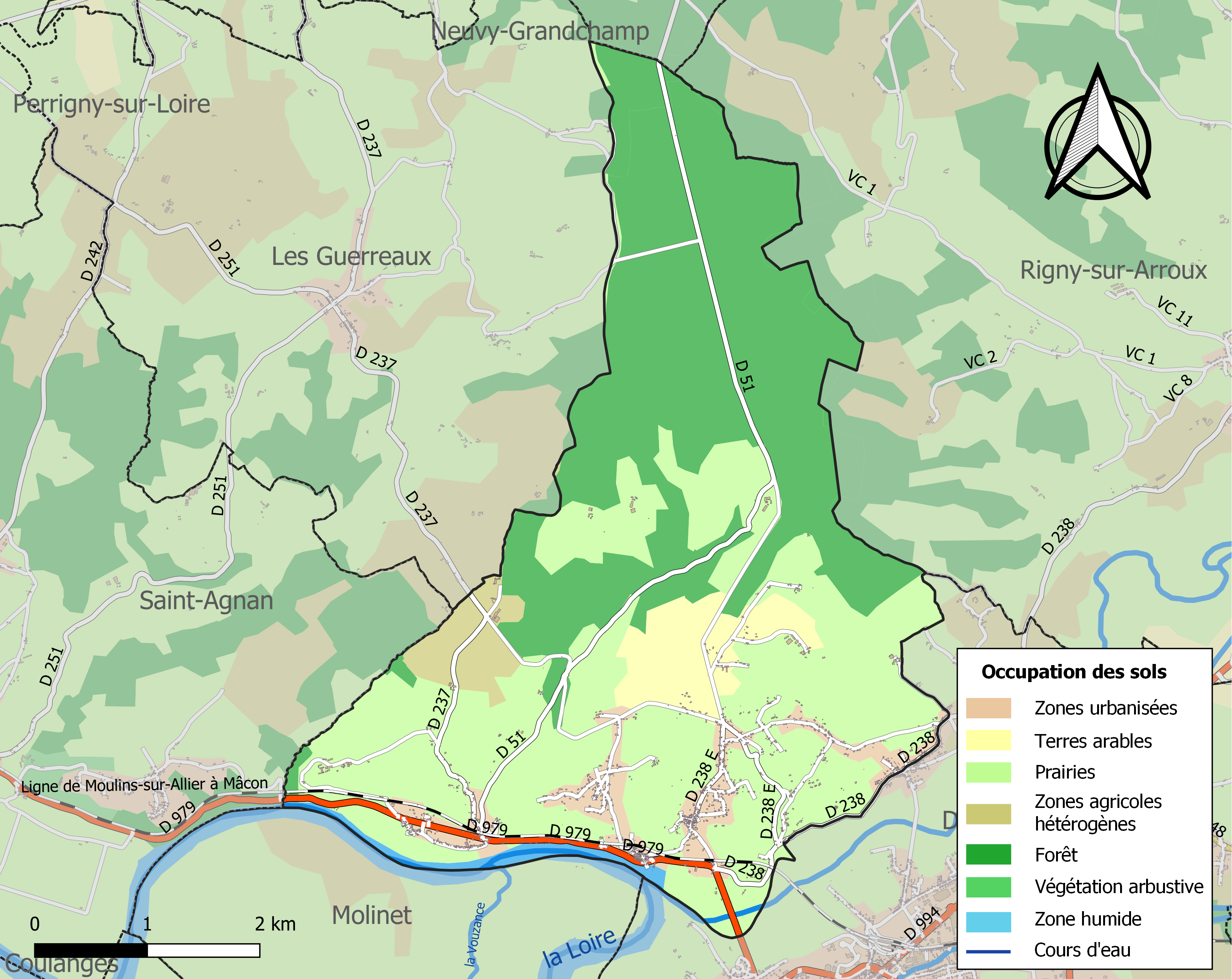
Kaart van de gemeente met de belangrijkste infrastructuur, bodemgebruik en omliggende gemeenten

## Demografie
Onderstaande figuur toont het verloop van het inwonertal (bron: INSEE-tellingen).